# 西川賢一
西川 賢一（にしかわ けんいち、1942年12月20日 - ）は、日本のドイツ語翻訳家。
中国山東省済南生まれ。1966年東京外国語大学ドイツ語科卒業。出版社勤務のかたわら、同人誌『銅鑼』に参加、のち翻訳家。2002年のマルツェル・ライヒ＝ラニツキ自伝『わがユダヤ・ドイツ・ポーランド』でレッシング翻訳賞受賞。

## 翻訳
- カール・H.ボーラー『シュルレアリスムとテロル』山崎弘之共訳 合同出版 1972
- マリー・ルイーゼ・カシュニッツ『六月半ばの真昼どき カシュニッツ短篇集』めるくまーる 1994
- マリールイーゼ・フォン・インゲンハイム『皇妃エリザベート』集英社文庫　1996
- マリールイーゼ・フォン・インゲンハイム『皇妃エリザベートハプスブルクの涙』集英社文庫 1996
- トラウデル・ライナー,ワルター・ライナー絵 シモーネ・シュタイン文『ねこの星占い』めるくまーる 1996
- ドーリス・デリエ『あたし、きれい?』集英社 1997
- G・プラシュル=ビッヒラー『皇妃エリザベートの真実』集英社文庫 1998
- マルタ・シャート『皇妃エリザベートの生涯』集英社文庫 2000
- ハンスヴィルヘルム・ヘーフス『トクする雑学』集英社文庫 2000
- マルタ・シャート『美と狂気の王ルートヴィヒ2世』講談社 2001
- ブリギッタ・ロート編『愛のアフォリズム』集英社新書 2002
- 『わがユダヤ・ドイツ・ポーランド マルセル・ライヒ=ラニツキ自伝』柏書房 2002
- トーマス・グラヴィニチ『ドローへの愛』河出書房新社 2003
- D.トーマ, M.レンツ, C.ハウランド編『ドイツ人のバカ笑い ジョークでたどる現代史』集英社新書　2004
- 『ふちなし帽 ベルンハルト短篇集』柏書房 2005